# Convento de las Carmelitas Descalzas (Caudiel)

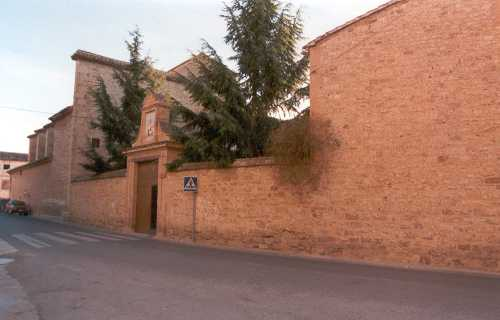
Convento de Carmelitas Descalzas.

El convento de Carmelitas Descalzas sito en el municipio de Caudiel (Provincia de Castellón, España), al igual que el Convento de Agustinos, fue fundado por D. Pedro Miralles, pero murió antes de ver realizada su obra, siendo sus herederos los que dilataron por espacio de más de cuarenta años su fundación, pues ésta se ejecutó el 21 de noviembre de 1671. 
El conjunto arquitectónico al estar completamente amurallado da un aspecto recio y monarcal, llamando poderosamente la atención al visitante que llega a Caudiel. 
La Iglesia está construida en mampostería y piedra angular; consta de una sola nave con capillas laterales no comunicadas entre sí, toda ella decorada al estilo barroco. 
El interior del convento al ser de clausura rara vez puede visitarse, excepto la iglesia y el coro bajo situado al lado del presbiterio y separado de este por una reja de grandes dimensiones; en él puede apreciarse la rica pavimentación de azulejo valenciano (Manises del siglo XVII).
El legado artístico lo podemos resumir en: una imagen de la Inmaculada, policromada, atribuida al círculo de Esteve Bonet; diversa iconografía murillesca; un Ecce Homo, vinculado a Juan de Juanes; una Inmaculada, iconografía premurillesca del siglo XVII y varios lienzos más de autoría anónima y de temática devocional.